# Ричи Греј
Ричи Греј (енгл. Richie Gray; 24. август 1989) професионални је рагбиста, репрезентативац Шкотске и играч француског клуба Олимпик Кастр.

## Биографија
Висок 207 цм, тежак 126 кг, Греј је у каријери пре Олимпика игра и за Глазгов Хокс, Стирлинг Каунти, Сејл Шаркс и Глазгов Вориорс. За репрезентацију Шкотске одиграо је 49 тест мечева и постигао 2 есеја, а био је и део екипе британских и ирских лавова.